# Reuben Levy
Reuben Levy (28 aprile 1891 – 6 settembre 1966) è stato un iranista e islamista gallese, professore di Persiano nella University of Cambridge.

## Biografia
Levy frequentò la Friars School di Bangor, la University College of North Wales della stessa città gallese e infine il Jesus College della Oxford University, studiando Persiano, Turco ottomano e Filologia semitica. Durante la prima guerra mondiale fu dal 1916 al 1918 capitano nel servizio d'Informazioni dello Stato Maggiore in Mesopotamia (dizione all'epoca impiegata per indicare all'incirca l'attuale Iraq) e operò dal 1918 al 1920 nell'Iraq Political Service. Fu Lecturer di Persiano a Oxford dal 1920 al 1923, prima di soggiornare negli Stati Uniti tra il 1923 e il 1926.
Si trasferì nella University of Cambridge nel 1926 come Lettore di Persiano, diventando professore cattedratico nel 1950, dopo che la cattedra era stata creata appositamente per lui. Fu anche Fellow del Christ's College di Cambridge. Durante il secondo conflitto mondiale fu Squadron Leader nell'Intelligence della RAF.

## Opere
Il suo primo lavoro, Persian Literature (1923), fu scritto quando egli era ancora Lettore a Oxford.  A Baghdad Chronicle (1929) è un'opera riguardante il medioevo islamico e il Califfato abbaside.  Completò la sua principale monografia, The Sociology of Islam (2 volumi, 1931–33) (riedito nel 1957 sotto il titolo The Social Structure of Islam), apprezzato per la novità del suo approccio metodologico alla storia islamica.  Condusse a termine anche traduzioni ed edizioni critiche di testi in lingua persiana, incluso l'opera dell'XI secolo del Qabus nama (A Mirror for Princes, 1951), The Tales of Marzuban (1959) e The Shah-nama (1966).